# Ewa Pajor
Ewa Pajor, född den 3 december 1996 i Uniejów, är en polsk fotbollsspelare (anfallare) som representerar FC Barcelona. Hon spelar även för det polska landslaget. Pajor har tidigare spelat för den tyska klubben VfL Wolfsburg.
Pajor hade en nyckelroll för det polska landslag som för första gången kvalificerade sig till ett stort mästerskap genom att avancera till Europamästerskapet i Schweiz år 2025. Hon benämndes inför turneringen som "en av de bästa anfallarna i EM".
Säsongen 2024/2025 gjorde Ewa Pajor sju mål i Champions League för FC Barcelona. Samma säsong stod hon för 25 mål i den spanska ligan där laget också blev mästare.